# Železniční trať Březnice–Strakonice
Železniční trať Březnice–Strakonice, v jízdním řádu pro cestující označená číslem 203, je jednokolejná regionální trať vedoucí z Březnice přes Blatnou do Strakonic. Provoz na trati byl zahájen v roce 1899.
Pravidelnou osobní dopravu na trati objednává Jihočeský kraj a její provoz zajišťují České dráhy.[zdroj?]

## Stanice a zastávky

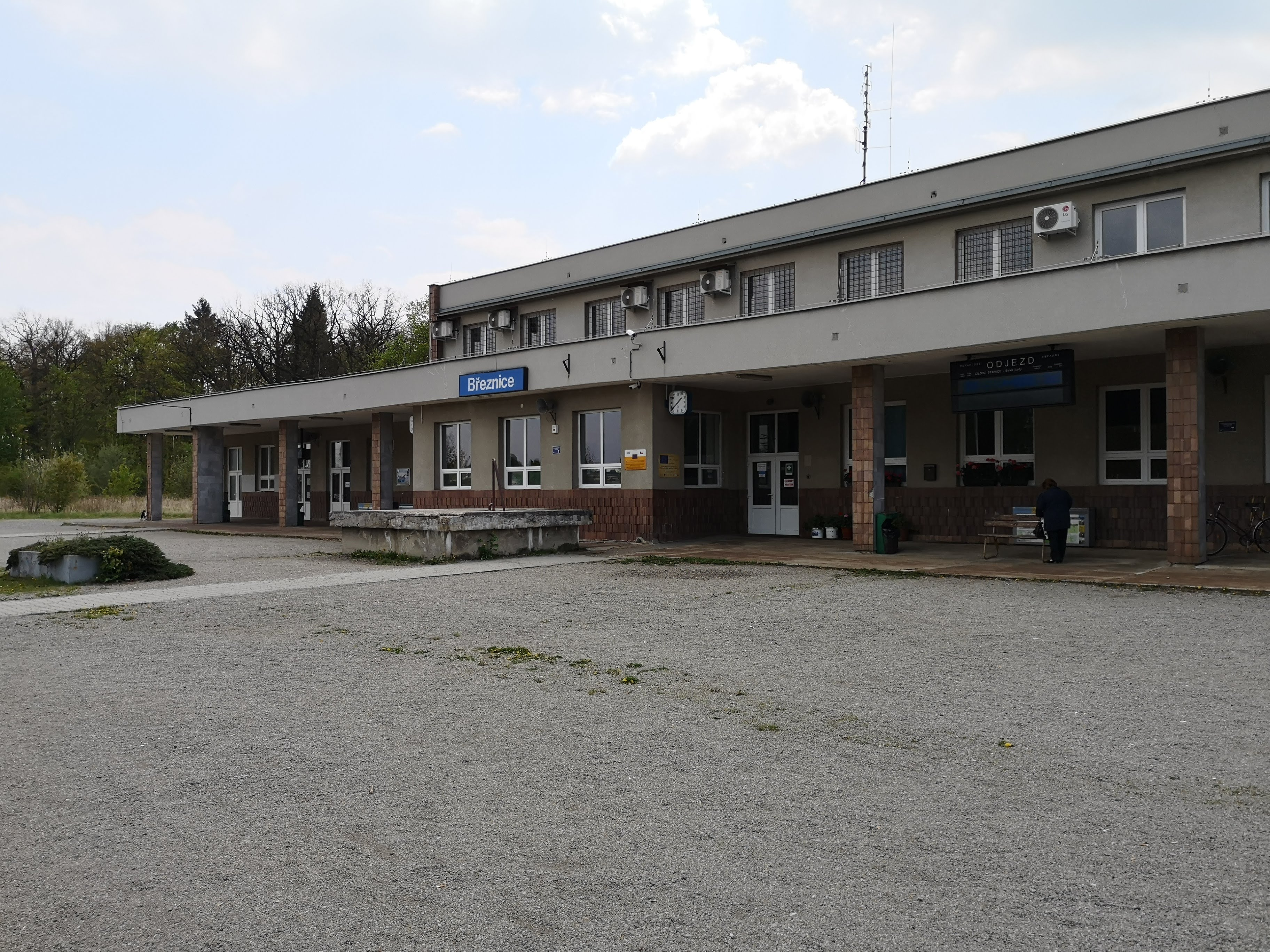
Březnice
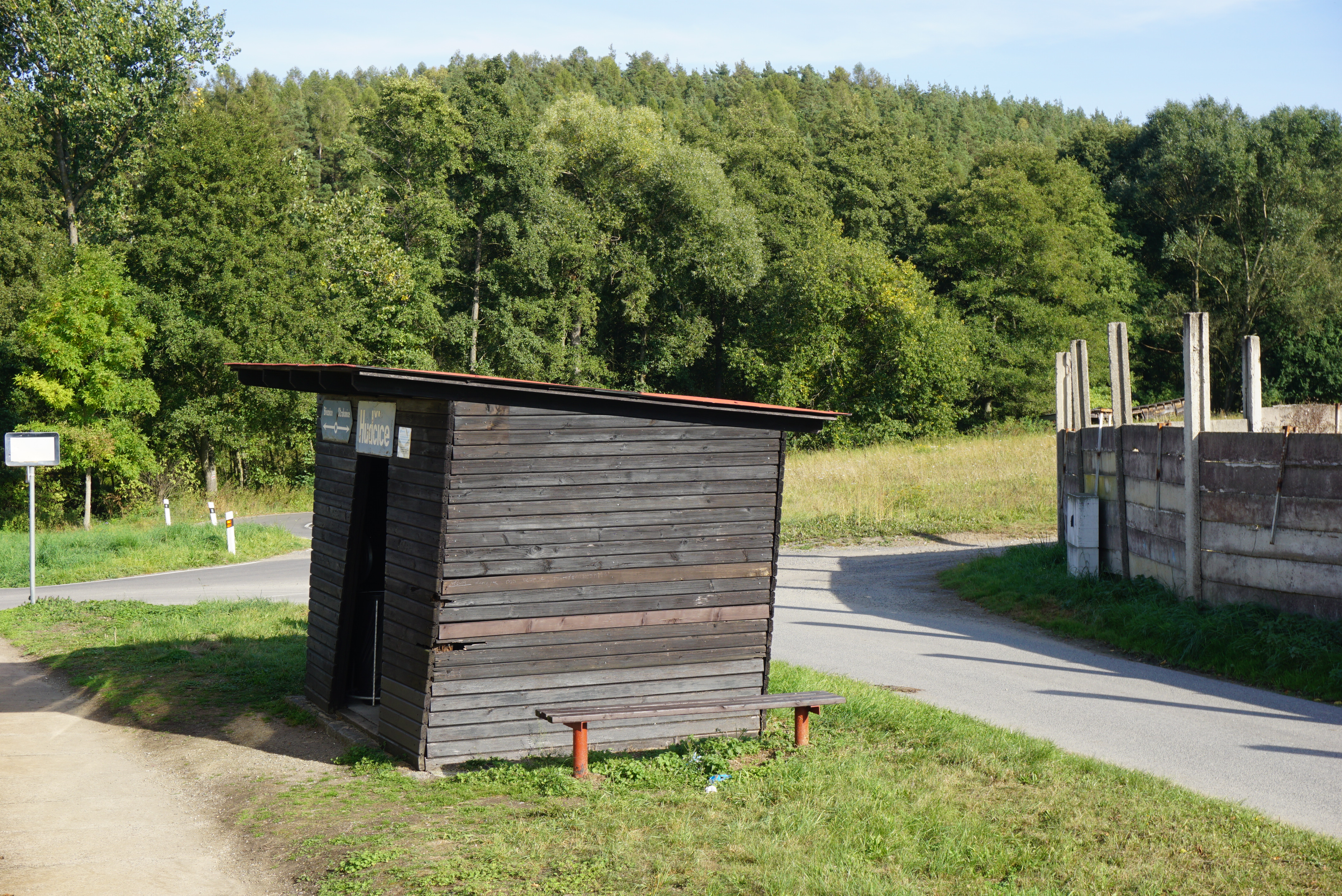
Hudčice
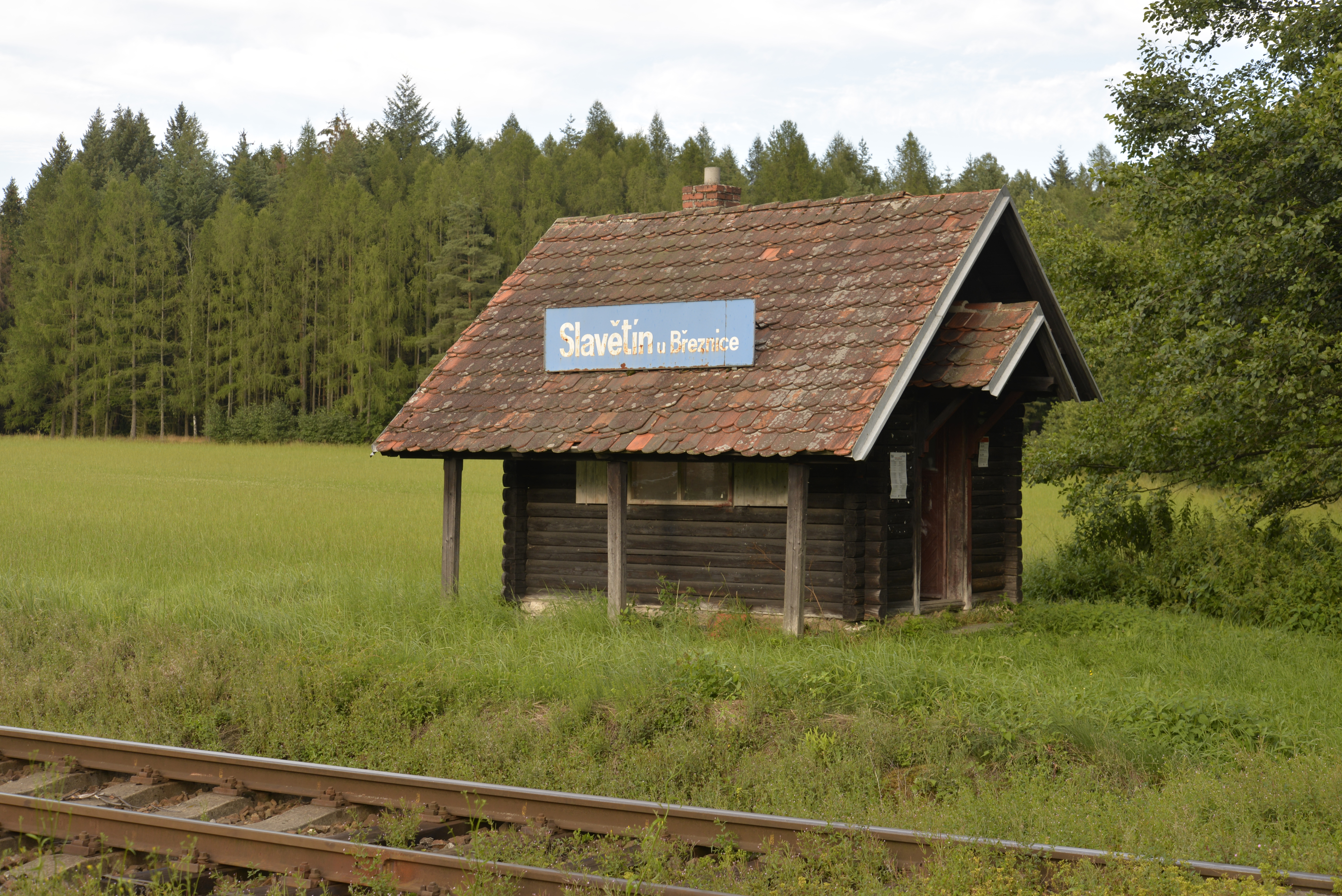
Slavětín u Březnice
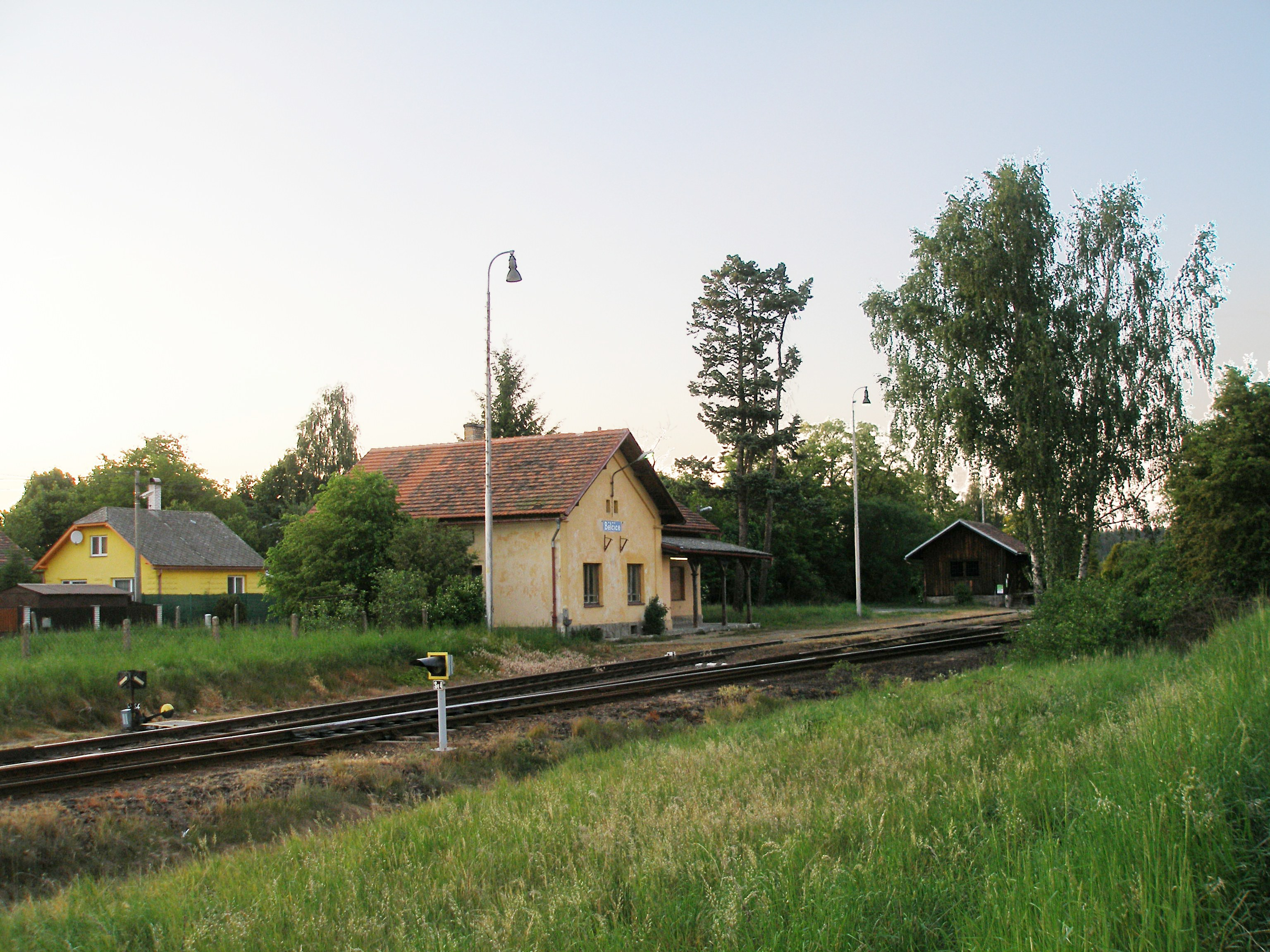
Bělčice
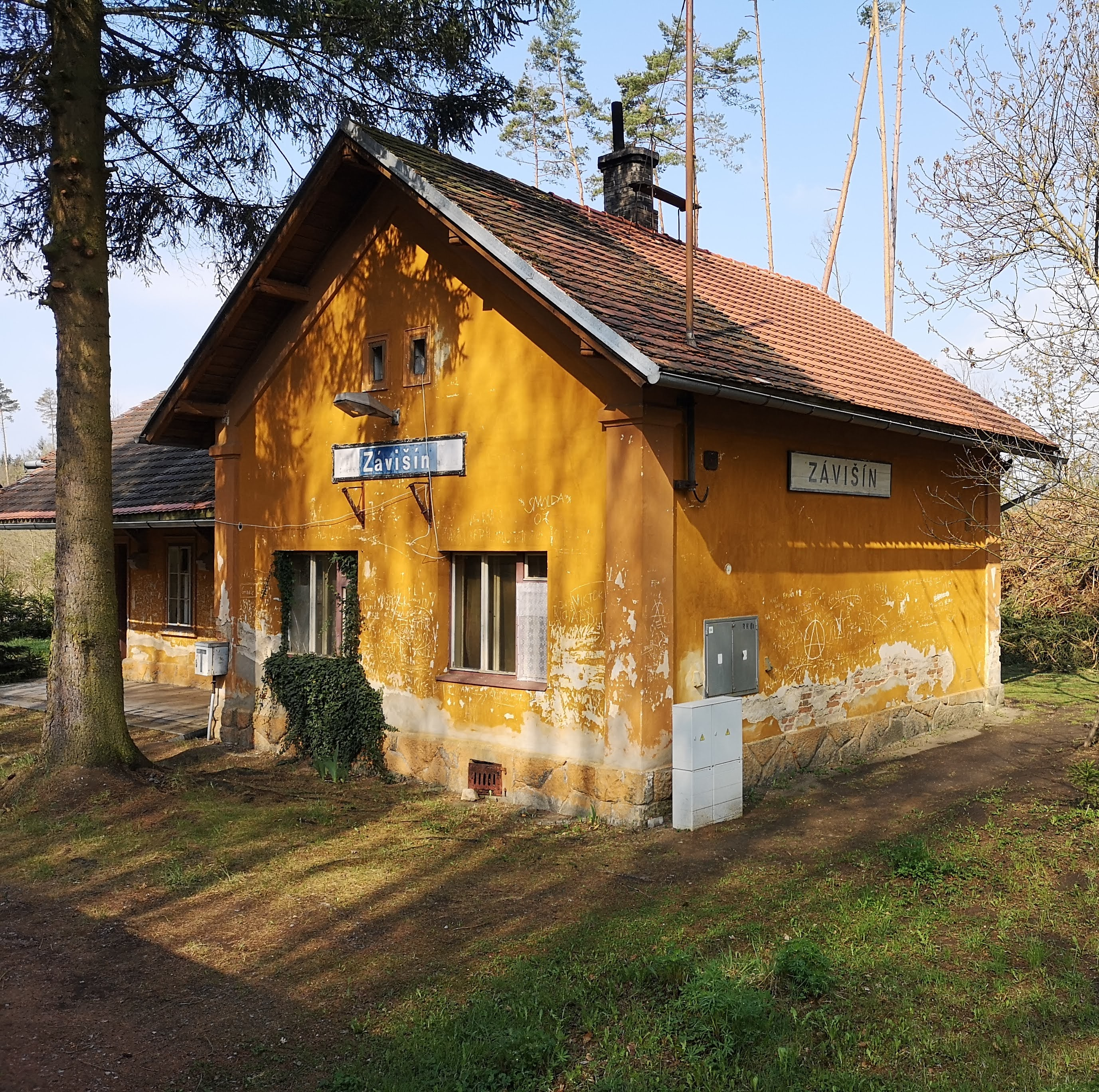
Závišín
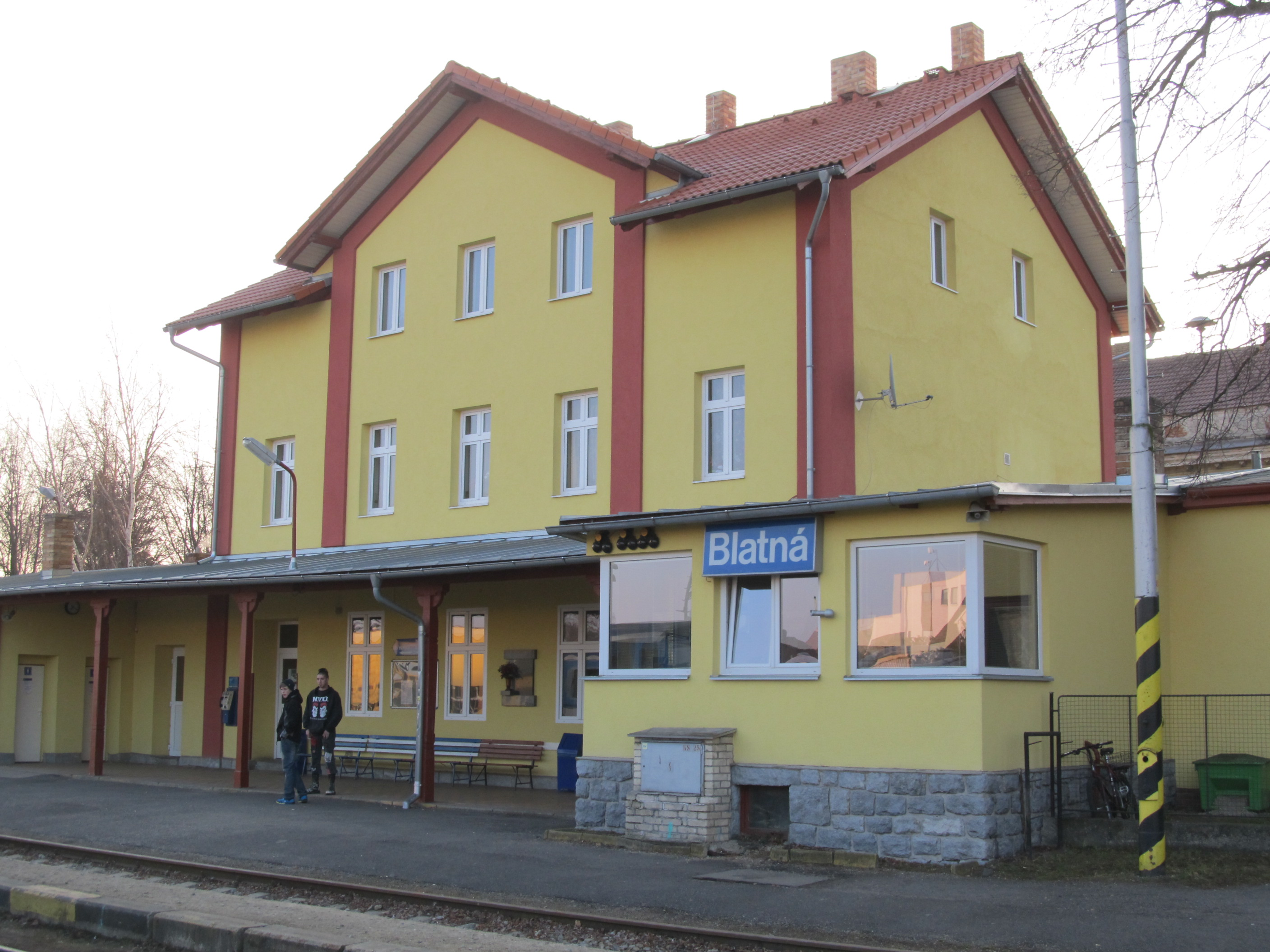
Blatná
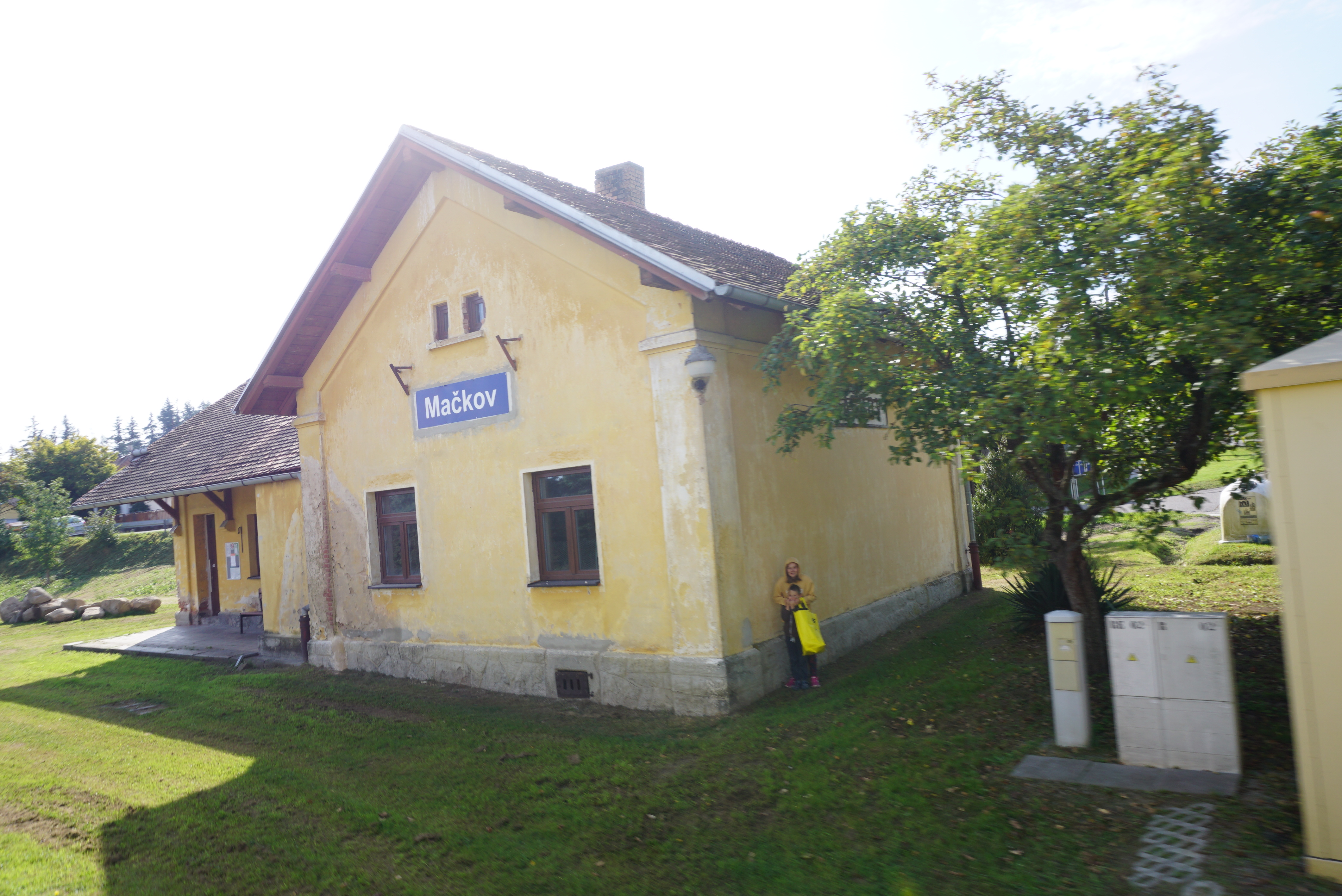
Mačkov
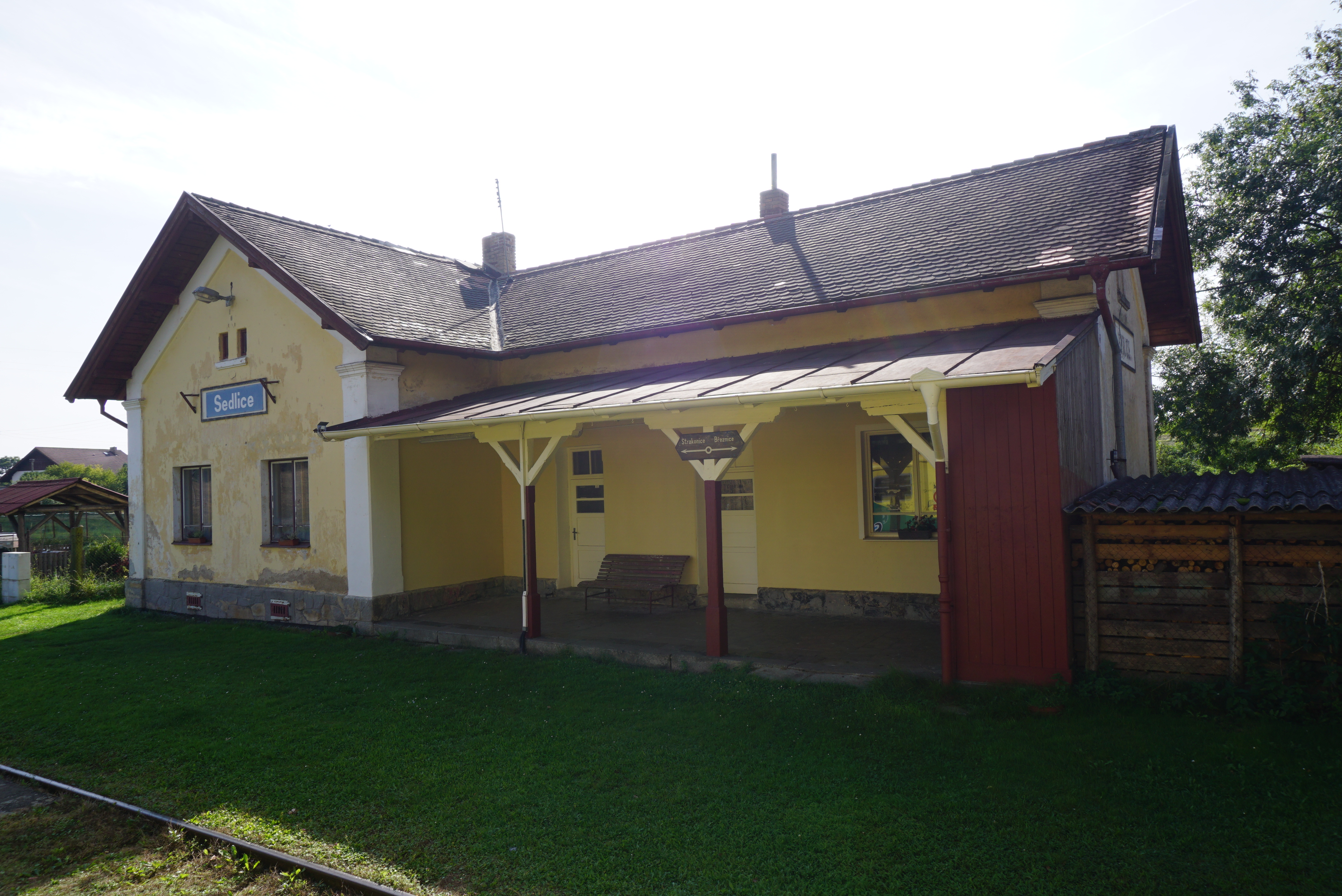
Sedlice
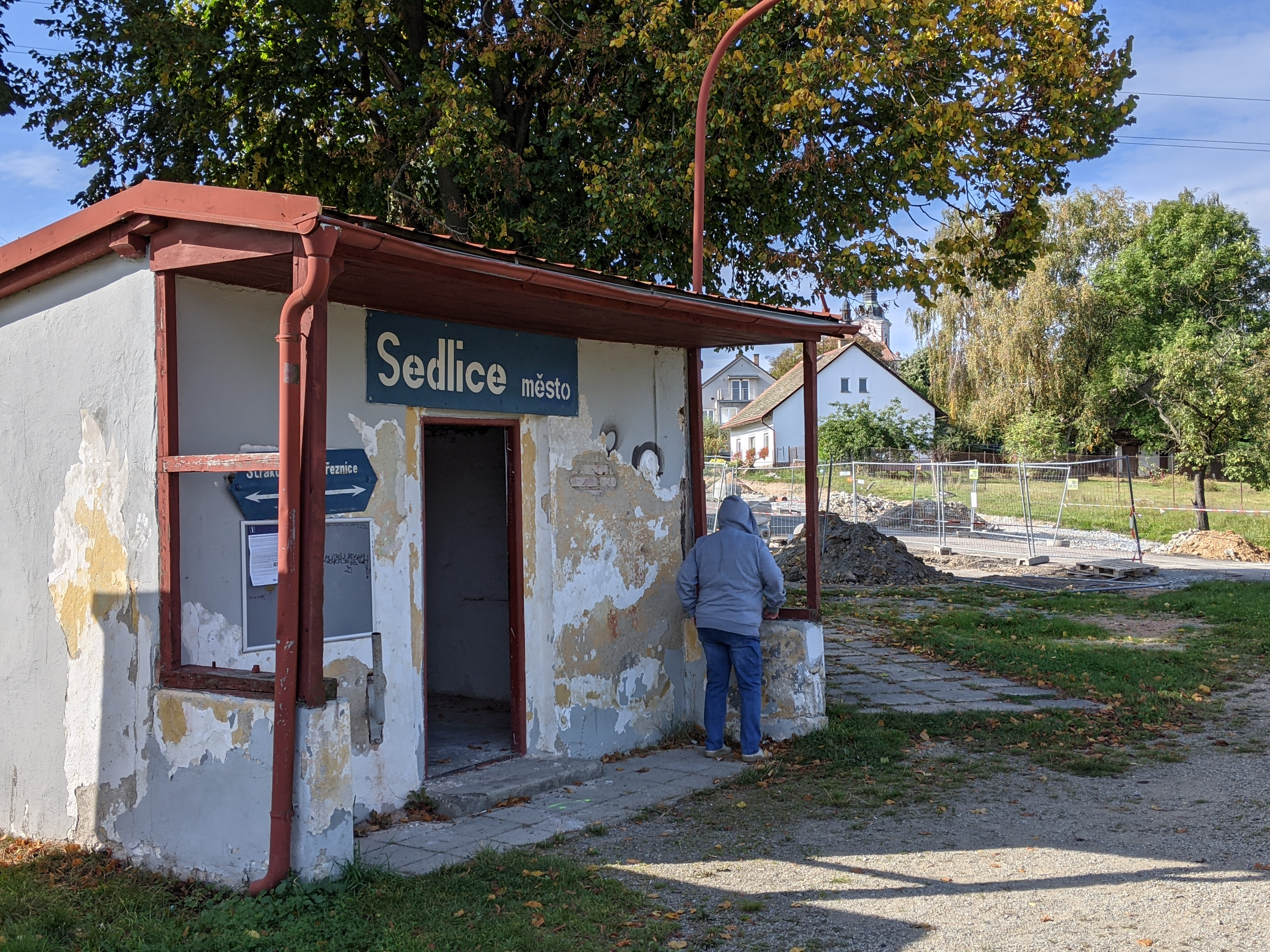
Sedlice město
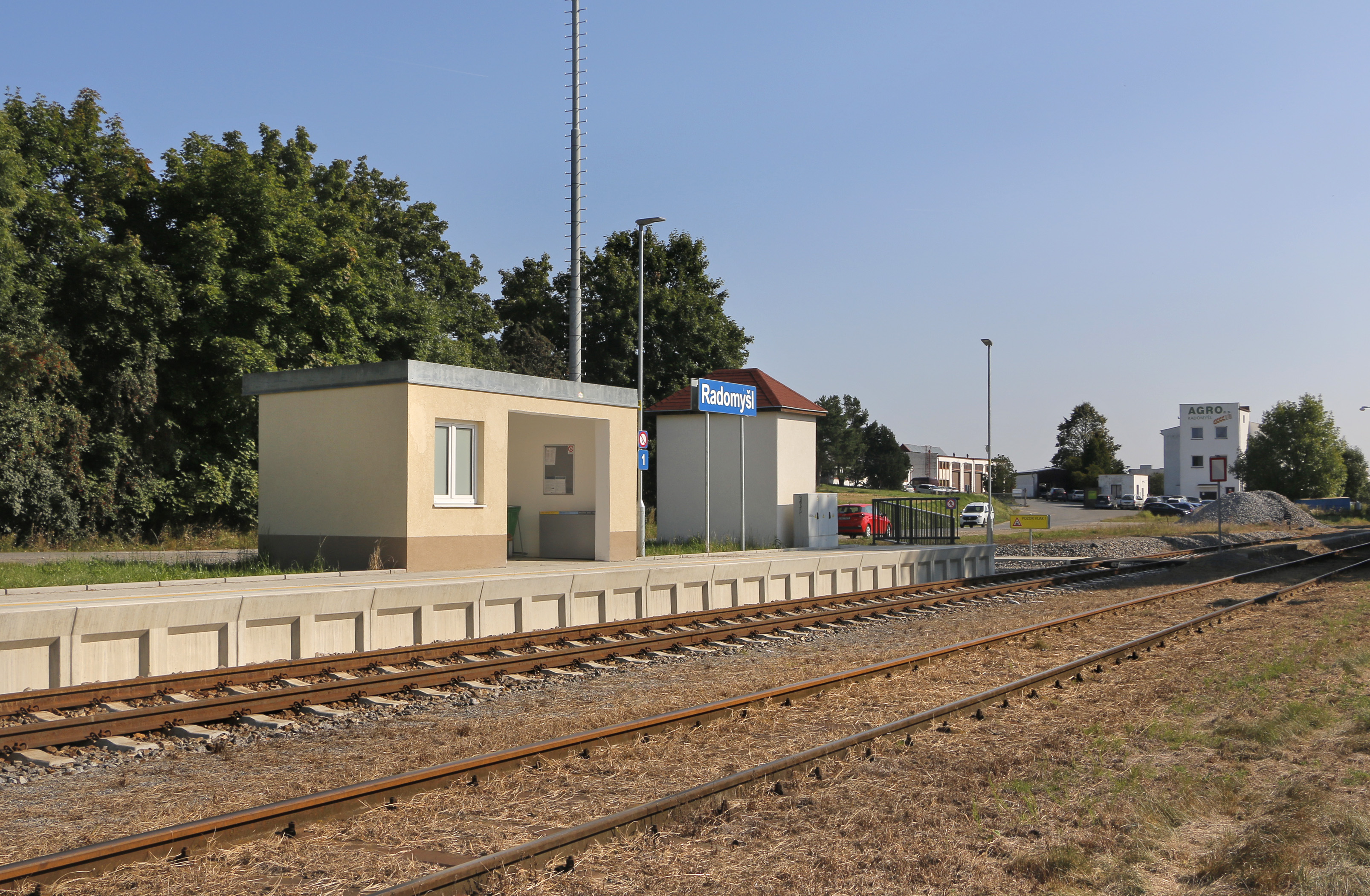
Radomyšl
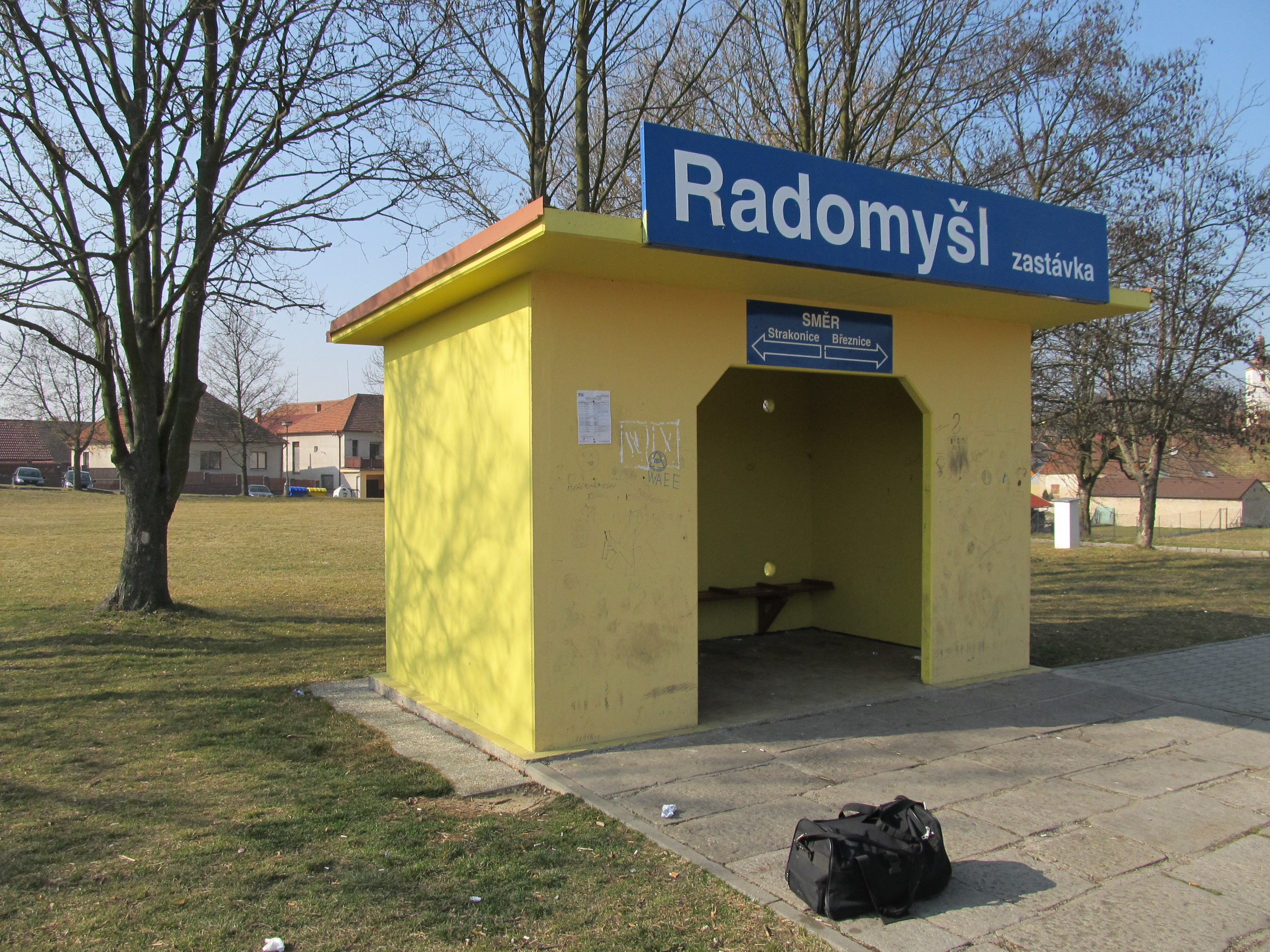
Radomyšl zastávka
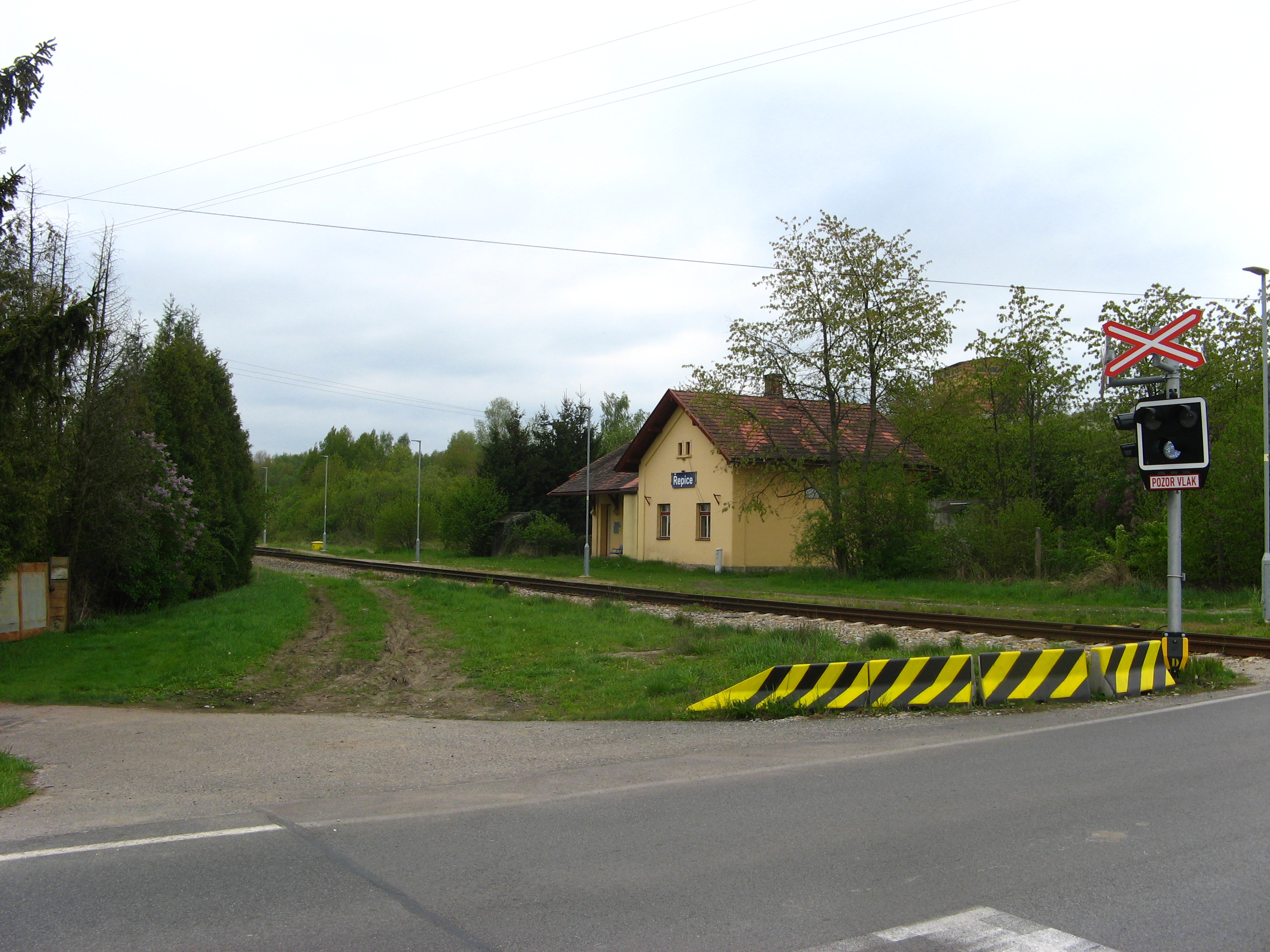
Řepice
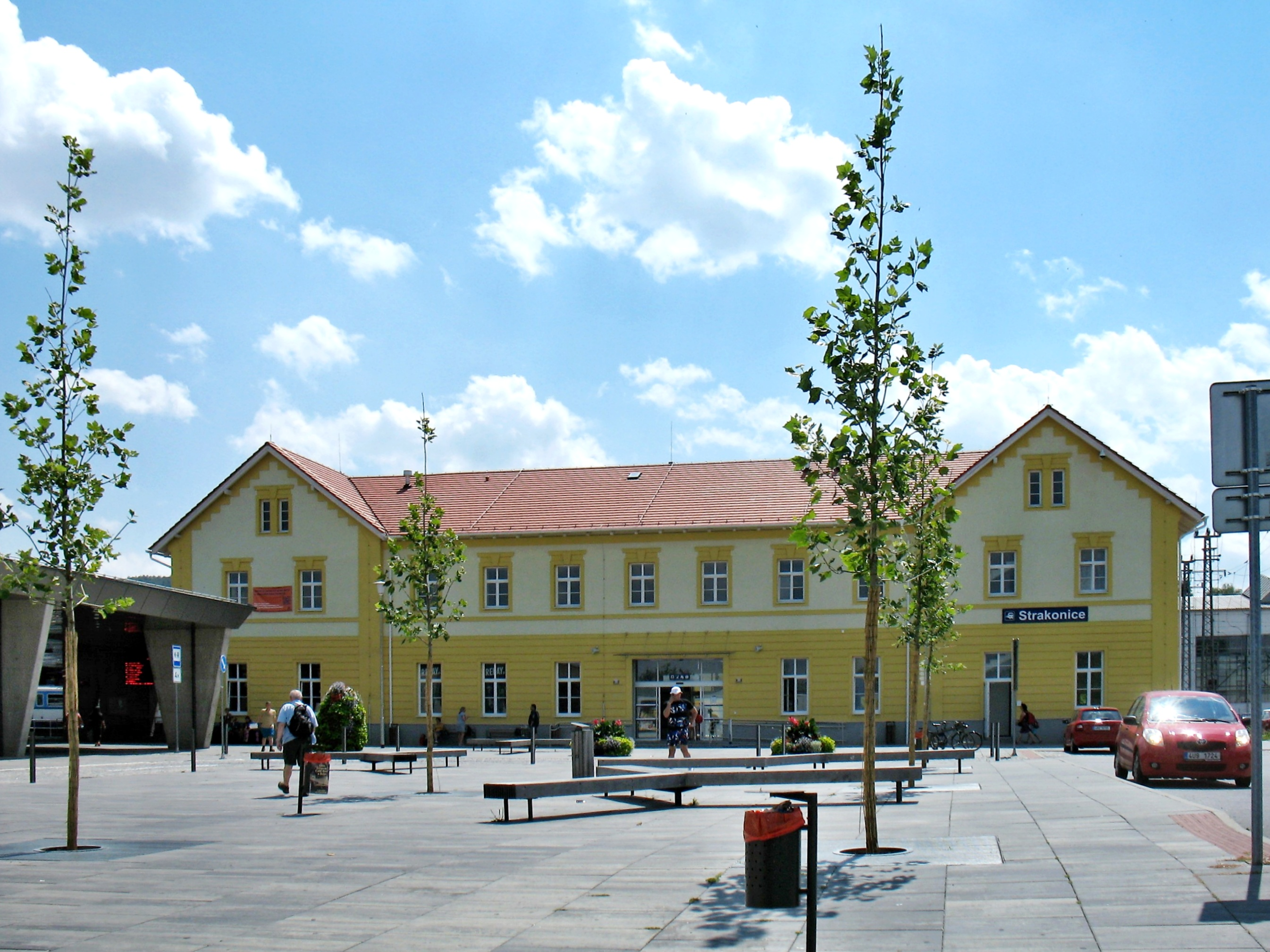
Strakonice

## Navazující tratě

### Březnice
- Železniční trať Zdice–Protivín

### Blatná
- Železniční trať Nepomuk–Blatná

### Strakonice
- Železniční trať Plzeň – České Budějovice
- Železniční trať Strakonice–Volary